# Jean Grosu
Jean Grosu (n. 31 decembrie 1919, Botoșani, România – d. 5 iulie 2007) a fost un traducător și publicist român de etnie evreiască. A tradus din limbile cehă și slovacă.

## Biografie
S-a născut la Botoșani, în familia comerciantului de cereale Moise Grosu și al soției acestuia, Henrietta (n. Löbel). A urmat Școala primară (1925–1929) și Liceul „A.T. Laurian” (1929–1934) la Botoșani, apoi a studiat chimia industrială la Școala „T.G. Masaryk” din Zlín (Cehoslovacia) (1935–1939) și a urmat studii de drept (1946–1948), pe care însă nu le-a finalizat.
A lucrat ca secretar general de redacție la revista Contemporanul (1946–1953), unde a debutat ca publicist, apoi a fost secretar
general de redacție la Gazeta literară (1954–1958), redactor de proză la Luceafărul (1963–1965) și
Viața Românească (1966–1975). Cunoștințele de limbile cehă și slovacă i-au permis să ocupe un post în cadrul secției culturale a Ambasadei R. S. Cehoslovace la București (1953–1963).
A publicat numeroase traduceri din literaturile cehă, slovacă și romandă, contribuind la popularizarea scriitorilor cehoslovaci și elvețieni în România. A tradus operele lui Jaroslav Hašek, Karel Čapek, Milan Kundera, Bohumil Hrabal, Jiří Marek și Václav Havel. Cea mai celebră traducere este versiunea românească a romanului Peripețiile bravului soldat Švejk al lui Jaroslav Hašek, pe care a realizat-o în 1956 în colaborare cu Păstorel Teodoreanu și care a cunoscut mai multe reeditări. A tradus numeroase piese de teatru, a dramatizat și adaptat pentru teatru radiofonic operele unor scriitori cehi (Jaroslav Hašek, Jan Otčenášek) și slovaci (Nataša Tanská, Peter Karvaš), a scris prefețele sau postfețele mai multor traduceri (în special ale operelor lui Karel Čapek, Jan Otčenášek și Josef Toman) și a alcătuit două antologii de literatură elvețiană (Proză scurtă elvețiană, 1981; Antologie lirică elvețiană, 1985). De asemenea, a publicat articole despre scriitorii cehoslovaci și elvețieni în revistele Tânărul scriitor, Teatrul, Gazeta literară, Secolul 20, Tribuna, Contemporanul, Magazin, Urzica, Almanahul literar, Viața Românească, Magazin istoric etc.
A locuit o lungă perioadă într-un apartament de la ultimul etaj al unui bloc interbelic, cu pereți crăpați și tavan spart. În ciuda numeroaselor traduceri pe care le-a publicat, a dus în ultimii ani o existență modestă. În opinia sa, traducătorul este la rândul său un scriitor, care nu echivalează semantic un text, ci-l rescrie și interpretează potrivit propriei sensibilități.

## Distincții
Meritele sale de traducător i-au fost recunoscute de numeroase instituții culturale, care i-au oferit lui Jean Grosu următoarele premii și distincții: Medalia Societății Cehoslovace pentru Relații Internaționale (1965), Premiul Uniunii Scriitorilor Români (1970; 1991; 1995; 2000), Premiul pentru traducere al Uniunii Scriitorilor Cehoslovaci (1968), Premiul Ministerului Culturii al R.S. Cehoslovace (1976); medalia comemorativă „Karel Čapek” a Uniunii Scriitorilor Cehi (1990); Premiul Asociației Scriitorilor din București (2002) pentru traducerea romanului Nemurirea al lui Milan Kundera, Marele Premiu Bohemica al Asociației Scriitorilor Cehi (2000), Premiul Ministerului Culturii din România (2003) și Medalia „Artis bohemiae amicis” a Ministerului Culturii al Republicii Cehe (2004) pentru promovarea literaturii cehe și sporirea renumelui culturii cehe în lume.
A fost decorat cu Ordinul Meritul Cultural în grad de Ofițer, Categoria A – „Literatură”.

## Traduceri

### Cărți
- Jan Drda, Baricada mută, nuvelă, Editura de Stat, București, 1949;
- Marie Majerová, Sirena, roman, Editura de Stat, București, 1950 (ed. a II-a, 1962);
- Jan Drda, Nuvele, E.S.P.L.A., 1951;
- Jiří Marek, Vorbește mama, povestiri, Editura Tineretului, București, 1953;
- Alena Bernasková, Drum deschis, roman, E.S.P.L.A., București, 1954;
- Božena Němcová, Bunicuța, roman, Editura de Stat pentru Literatură și Artă, București, 1955 (în colaborare cu Alice Gabrielescu; ed. a II-a, 1961);
- T. Svatopluk, Fără patron, roman, Editura Consiliului Central al Sindicatelor, București, 1955;
- Jaroslav Hašek, Peripețiile bravului soldat Švejk, roman, E.S.P.L.A., București, 1956 (în colab. cu Al. O. Teodoreanu; alte ed., fără mențiunea acestei colaborări: 1957; 1964; 1971; 1983; 1994; 1997; 2003);
- Jan Otčenášek, Copiii noștri, povestiri, Editura Tineretului, București, 1956;
- Peter Karvaš, Jumbo, elefantul alb, povestiri, E.S.P.L.A., București, 1959;
- Jiří Marek, Țara de sub Ecuator, note de călătorie, E.S.P.L.A., București, 1960;
- Jan Otčenášek, Romeo, Julieta și întunericul, roman, Editura Tineretului, București, 1961 (ed. a II-a, revăzută, 1972; ed. a III-a, 1979);
- Ladislav Mňačko, Moartea se numește Engelchen, roman, E.L.U., București, 1962 (ed. a II-a, Editura Ivan Krasko, Nădlac, 2007);
- Jaroslav Hašek, Abecedarul umorului, povestiri, E.L.U., București, 1963;
- Marie Majerová, Balada minerilor, roman, E.L.U., București, 1965;
- Karel Čapek, Krakatit, Editura Tineretului, București, 1967 (ed. a II-a, Cartea Românească, București, 1986);
- Josef Toman, După noi, potopul, roman, E.L.U., București, 1967 (ed. a II-a, revăzută, 1967; ed. a III-a, 1971);
- Peter Karvaš, De ochii noștri frumoși, povestiri, Editura Tineretului, București, 1968;
- Karel Čapek, Fabrica de absolut, roman, E.L.U., București, 1969 (ed. a II-a, 1986);
- Ladislav Ťažký, Amenmaria, roman, Editura Univers, București, 1970;
- Josef Toman, Don Juan, roman, Editura Univers, București, 1970;
- Rudo Moric, Povestiri din pădure, Editura Ion Creangă, București, 1971 (ed. a II-a, Editura Ion Creangă, București, 1978);
- Jan Burian - Bohumila Muchová, Misterioșii etrusci, Editura Meridiane, București, 1973;
- Jaroslav Hašek, Să râdem cu Jaroslav Hašek, antologie, Editura Minerva, București, 1973;
- Klára Jarunková, Singură la părinți, roman, Editura Tineretului, București, 1973;
- Jiří Marek, Panoptic de vechi întâmplări criminalistice, povestiri, Editura Univers, București, 1973;
- Karel Čapek, Echipa întâi, roman, Editura Albatros, București, 1974;
- Jarmila Loukotková, Sânge pentru cine?, roman, Editura Univers, București, 1974;
- Jan Otčenášek, Pe când în rai ploua, roman, Editura Eminescu, București, 1974 (ed. a II-a, Pe când în paradis ploua, Editura Minerva, București, 1979);
- Miloslav Stingl, Aventura marilor căpetenii indiene, Editura Meridiane, București, 1974 (în colaborare);
- Jan Kozák, Mariana Radvaková, roman, Editura Eminescu, București, 1976 (în colaborare);
- Donát Šajner, Amintirile unui ștreang, Editura Ion Creangă, București, 1976 (în colaborare);
- Jiří Marek, Panoptic de oameni păcătoși, povestiri, Editura Univers, București, 1977;
- Jiří Marek, Unchiul meu Ulise, roman, Editura Albatros, București, 1978 (ed. a II-a, Ed. Art, București, 2007);
- Johanna Spyri, Heidi, fetița munților, Editura Ion Creangă, București, 1978 (ed. a II-a, 1987; ed. a III-a, București, 1992);
- Franz Caspar, Fridolin, Editura Ion Creangă, București, 1980 (ed. a II-a, București, 1992);
- Josef Toman, Socrate, roman, Editura Univers, București, 1980 (în colaborare; ed. a II-a, Editura Minerva, București, 1987);
- Proză scurtă elvețiană, antologie, Editura Minerva, București, 1981;
- Jan Šmíd, Bucuriile curate ale vieții mele, roman, Editura Albatros, București, 1981;
- Karel Josef Beneš, Viața furată, roman, Editura Eminescu, București, 1982 (ed. a II-a, rev., Editura Victoria, 1992);
- Jiří Marek, Panoptic praghez, povestiri, Editura Univers, București, 1983;
- Jan Kozák, Vânător în taiga, roman, Editura Albatros, București, 1983 (în colaborare);
- Jaroslav Hašek, Supliment vesel duminical, antologie, Editura Univers, București, 1984;
- Jakob Streit, Martin și albinele, Editura Ion Creangă, București, 1984 (ed. a II-a, Editura Universal Dalsi, București, 1996);
- Antologie lirică elvețiană, Editura Minerva, București, 1985;
- Jan Kozák, Adam și Eva, roman, Editura Univers, București, 1985;
- Bohumil Hrabal, O minune în fiecare zi, antologie, Editura Univers, București, 1986;
- Jiří Marek, Tristan sau reflecții despre iubire, roman, Editura Univers, București, 1987 (ed. a II-a, Editura Paralela 45, Pitești, 2005);
- Odette Renaud-Vernet, Xannt, povestiri fantastice, Editura Albatros, București, 1987;
- Jaroslav Hašek, Povestiri vesele, Editura Cartea Românească, București, 1988;
- Jan Kozák, Samurul negru – ursul cafeniu, roman, Editura Albatros, București, 1989;
- Nataša Tanská, Scrisori cu postscriptum, teatru, Editura Univers, București, 1989;
- Václav Havel, Despre identitatea umană, eseuri, Editura Paideia, București, 1990;
- Václav Havel, Ispita : 7 piese, teatru, Editura Cartea Românească, București, 1991;
- Roman Ráž, Vânzătorul de umor, roman, Editura Univers, București, 1991 (ed. a II-a, Editura Paralela 45, Pitești, 2004);
- Milan Kundera, Ridicole iubiri, Editura Univers, București, 1991 (ed. a II-a, rev., Iubiri caraghioase, Editura Humanitas, București, 2002);
- Milan Kundera, Gluma, Editura Univers, București, 1992 (ed. a II-a, Editura Humanitas, București, 2002);
- Ana Simon, Memoria stelelor, roman, Editura Eurobit, Timișoara, 1994;
- Milan Kundera, Viața e în altă parte, roman, Editura Univers, București, 1995 (ed. a II-a, Editura Humanitas, București, 2003);
- Milan Kundera, Valsul de adio, Editura Univers, București, 1996 (ed. a II-a, Editura Humanitas, București, 2004);
- Avigdor Dagan, Bufonii Curții, Editura Hasefer, București, 1997;
- Václav Havel, Viața în adevăr, Editura Univers, București, 1997;
- Milan Kundera, Cartea râsului și a uitării, Editura Univers, București, 1998;
- Milan Kundera, Insuportabila ușurătate a ființei, Editura Univers, București, 1999 (ed. a II-a, Editura Humanitas, București, 2005);
- Bohumil Hrabal, Minunea noastră cea de toate zilele, Editura Univers, București, 2000 (ed. a II-a, Editura Paralela 45, Pitești, 2004);
- Bohumil Hrabal, L-am servit pe regele Angliei, Editura Univers, București, 2000 (ed. a II-a, Editura Paralela 45, Pitești, 2004; ed. a III-a, București, 2012);
- Václav Havel, Opera calicilor, teatru, Editura Univers, București, 2000;
- Milan Kundera, Nemurirea, Editura Humanitas, București, 2002;
- Jaroslav Hašek, Efectul muzicii asupra animalelor, Editura Paralela 45, Pitești, 2004;
- Dominik Tatarka, Jilțuri de nuiele, Editura Ivan Krasko, Nădlac, 2005;
- Bohumil Hrabal, Amăgitorii, Editura Ivan Krasko, Nădlac, 2006;
- Bohumil Hrabal, Perlă dosită, Editura Ivan Krasko, Nădlac, 2006;
- Bohumil Hrabal, Cuvioasa întristare, Editura Ivan Krasko, Nădlac, 2007;
- Bohumil Hrabal, Serbările ghioceilor, Editura Ivan Krasko, Nădlac, 2007 (în colaborare);
- Roman Ráž, Flagrant delict, Editura Paralela 45, Pitești, 2007;
- Jaroslav Seifert, Toate frumusețile lumii, Editura Art, București, 2007 (ed. a II-a, 2012);
- Jaroslav Hašek, Serata abstinenților sau distracție americană, Editura Ar, București, 2008.

### Piese de teatru
- Peter Karvaš, Diplomații, teatru, București, 1959;
- Peter Karvaš, Liturghia de la miezul nopții, teatru, București, 1960 (reeditări în 1961 și 1963);
- Ludvík Aškenazy, Oaspetele, teatru, București, 1961;
- Bohuslav Březovský, Vârsta primejdioasă, teatru, București, 1961;
- B. Blazek, Prea mult pentru o seară, teatru, București, 1962;
- Peter Karvaš, Antigona și ceilalți, teatru, București, 1962;
- Pavel Kohout, A treia soră, teatru, București, 1963;
- Jan Drda, Dracul uitat, 1963–1965;
- Václav Havel, Garden Party, teatru, București, 1965;
- Peter Karvaš, Peruca cea mare, teatru, 1965;
- Ladislav Smoček, Labirintul, București, 1967;
- Ivan Klíma, Castelul, Secolul 20, București, 1969;
- Alena Vostrá, Cine sapă groapa altuia, București, 1969;
- Peter Karvaš, Șapte martori, teatru, București, 1970 (reeditări în 1980 și 1982);
- Osvald Zahradník, Solo pentru un orologiu, 1974;
- Nataša Tanská, Lecția de engleză, 1975–1995;
- Jiří Voskovec – Jan Werich, Nord contra Sud, București, 1976;
- Ján Solovič, Aventura păguboșilor, teatru, București, 1979;
- Josef Toman, Apa vie, 1982;
- Mousse Boulanger, Crinul, 1983;
- Nataša Tanská, Duelul, București, 1984;
- Nataša Tanská, Scrisoarea, teatru, București, 1984;
- Jan Otčenášek, Romeo, Julieta la sfârșit de noiembrie, 1984;
- Nataša Tanská, Între cinci și șapte, 1984–1985;
- Miroslav Horníček, Șah la bărbați, 1985 (17 mai 1992 – premieră la Botoșani);
- Miroslava Tomanová, Dispariția Titanicului, 1986;
- A. P. Allini, Frumoasele joi ale Emiliei, 1988;
- Nataša Tanská, Congresul, 1989;
- Václav Havel, Audiență – Vernisajul – Protestul, 1990;
- Václav Havel, Ispita, teatru, București, 1991;
- Václav Havel, Havel Story, 1991;
- Václav Havel, Largo desolato, 1991;
- Peter Karvaš, Un regat pentru un asasin, 1991;
- A. P. Allini, Coleopterul, 1991;
- Marie Majerová, O fetiță numită Robinson, 1993;
- Václav Havel, Caruselul, 1997;
- Václav Havel, Ispita, 2002.